# Adolf Maria Bocheński

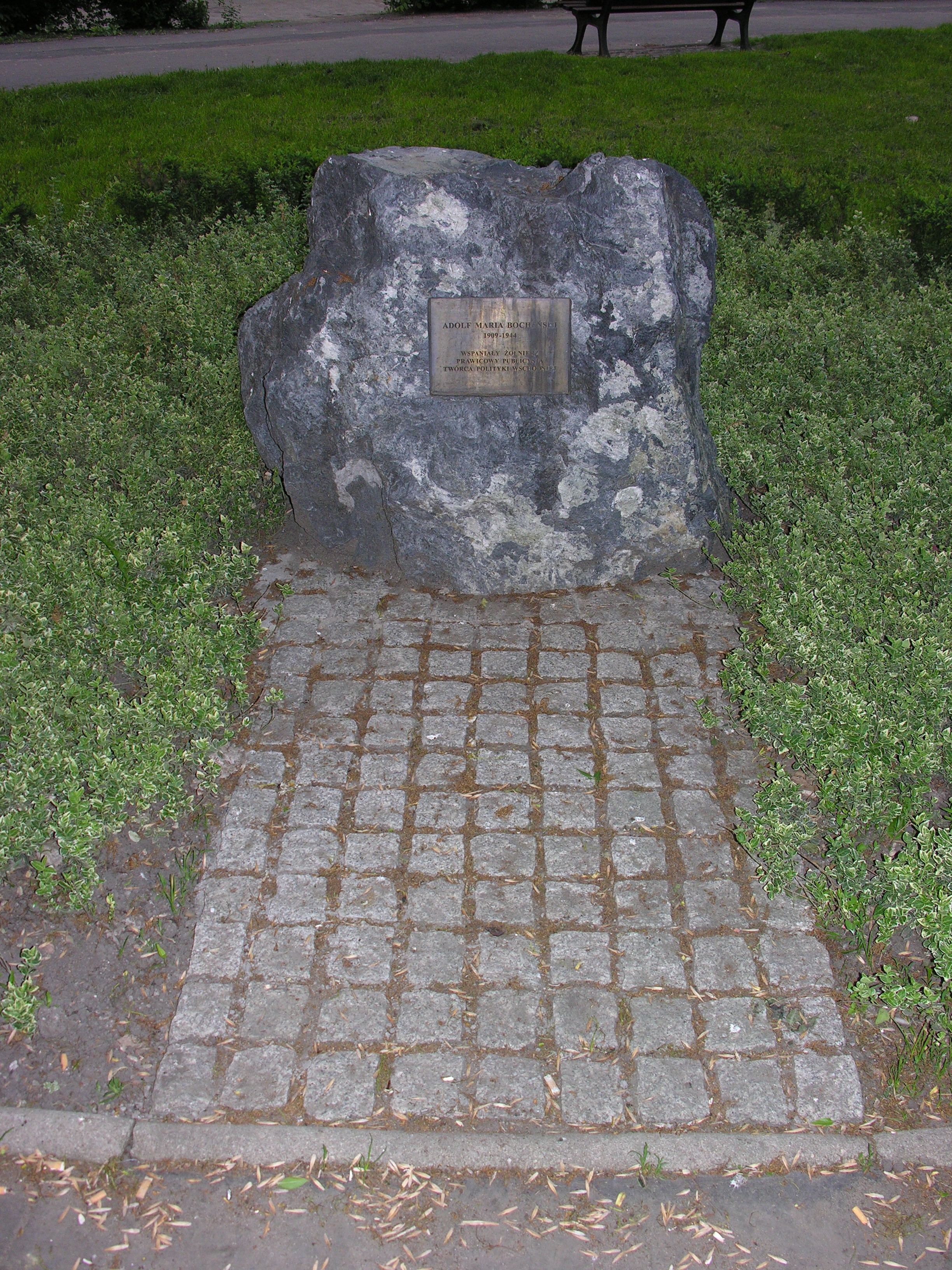
Kamień ku czci Adolfa Marii Bocheńskiego we Wrocławiu

Adolf Maria Bocheński (ur. 13 kwietnia 1909 w Ponikwie, zginął 18 lipca 1944 pod Ankoną) – polski prawnik, pisarz i publicysta polityczny, podporucznik Polskich Sił Zbrojnych, kawaler maltański (w zakonie od 22 kwietnia 1937), kawaler Honoru i Dewocji.

## Życiorys
Pochodził z rodziny ziemiańskiej herbu Rawicz. Był synem Adolfa Bocheńskiego i Marii z Dunin-Borkowskich, bratem Józefa Marii, Aleksandra i Olgi, jego dziadkiem był Franciszek Izydor Bocheński. Po maturze wyjechał do Paryża, gdzie studiował w szkole dla dyplomatów – École des Sciences Politiques (Sciences Po) – którą ukończył w czerwcu 1930, zajmując w ogólnej klasyfikacji trzecie miejsce spośród wszystkich studentów pochodzących z ponad dwudziestu krajów świata. Po powrocie do kraju uzyskał w 1932 magisterium z prawa na Uniwersytecie Jana Kazimierza we Lwowie. W pierwszej połowie lat trzydziestych był aktywnym działaczem Związku Akademickiego „Myśl Mocarstwowa”.
Redaktor i publicysta pism „Bunt Młodych” i „Polityka”. Uznawany za jednego z najbardziej utalentowanych polskich pisarzy politycznych lat trzydziestych XX w. Opowiadał się za wzmocnieniem władzy wykonawczej w państwie i wsparciem dla niepodległości Ukrainy. Zwolennik marszałka Józefa Piłsudskiego, ale krytyk wielu posunięć rządów sanacyjnych.
W chwili agresji III Rzeszy na Polskę miał 30 lat. Pragnął wstąpić do wojska, ale ze względu na zły stan zdrowia nie chciano go przyjąć. Po licznych staraniach dostał się jako ochotnik do Szwadronu Zapasowego 22 pułku Ułanów Podkarpackich i walczył w kampanii wrześniowej. Następnie po agresji ZSRR na Polskę 17 września 1939, wraz ze swoim pułkiem przeszedł na Węgry, a stamtąd przedostał się do Francji. W Camp de Coëtquidan ukończył podchorążówkę i z Brygadą Podhalańską wziął udział w bitwie o Narwik (1940). Tam za męstwo i odwagę otrzymał swój pierwszy Krzyż Walecznych. Po ewakuacji brygady z Norwegii do Bretanii i klęsce Francji (1940) przeprowadzał przez Pireneje żołnierzy i oficerów udających się do Anglii. Po kilku miesiącach wyruszył do Syrii, gdzie wstąpił do Brygady Karpackiej. Później został przydzielony do pułku Ułanów Karpackich, z którym bronił Tobruku (1941) w Afryce Północnej i walczył pod Monte Cassino (1944) we Włoszech, gdzie został ranny. Jako żołnierz Brygady Karpackiej pisywał do pisma „Przy kierownicy w Tobruku”.
Podchorąży Samodzielnej Brygady Strzelców Karpackich, a następnie podporucznik pułku Ułanów Karpackich, dzięki wielkiej odwadze, powszechnie znanemu lekceważeniu śmierci, ale przede wszystkim koleżeńskiej postawie, zdobył dużą popularność i szacunek wśród żołnierzy. Podczas obrony Tobruku w listopadzie 1941 zasłynął opuszczeniem pozycji i samodzielnym spaleniem włoskiej wieży obserwacyjnej. Historia ta zafascynowała nie tylko Polaków, ale także Australijczyków i Anglików, którzy również brali udział w walkach. Zginął przy rozbrajaniu miny pod Ankoną, co opisał Melchior Wańkowicz w swojej książce Zupa na gwoździu. Został pochowany na Polskim Cmentarzu Wojennym w Loreto.
Odznaczony Krzyżem Srebrnym Orderu Virtuti Militari oraz trzykrotnie Krzyżem Walecznych.

## Poglądy

### Stosunek do katolicyzmu
Adolf Bocheński był człowiekiem głęboko wierzącym. W wierze katolickiej nie uznawał kompromisów. Był członkiem Zakonu Kawalerów Maltańskich. Miał głębokie przekonanie o fundamentalnej roli katolicyzmu w polskim życiu publicznym i widział religię jako podstawę ładu społecznego. Toczył polemiki z autorami podważającymi autorytet Kościoła i tradycyjne wartości. 
Mimo to sprzeciwiał się angażowaniu chrześcijaństwa do spraw ustrojowych. Uważał, że religia jest raczej podstawą kultury niż wyznacznikiem programów politycznych. Nie używał argumentów religijnych tam, gdzie nie było to konieczne. Jego wizja ustroju państwa była świecka.

### Poglądy ekonomiczne
Bocheński nie poświęcił zagadnieniom ekonomicznym tyle uwagi, co na przykład polityce zagranicznej, ale nawet nieliczne jego wypowiedzi na temat gospodarki świadczą o jego silnych przekonaniach antyetatystycznych. Był liberałem ekonomicznym. Jego wybór wiązał się z historyczną oceną skutków ingerencji państwa w rynek.
Niezwykle często zdarza się, że bogactwo kraju jest tym większe im mniejsza jest ingerencja państwa w życie gospodarcze i polityka racji stanu wymaga wówczas wolności życia gospodarczego.

### Krytyka centralizmu
Publicysta sprzeciwiał się tendencjom centralistycznym i bronił niezależności samorządu terytorialnego. Dla środowisk „Buntu Młodych” i „Polityki” samorząd był jedną z gwarancji zaangażowania obywateli w życie publiczne. Dla Adolfa Bocheńskiego w przypadku obrony samorządu ważna była również ochrona kultury polskiej prowincji. Był zdania, że centralizacja życia politycznego w Warszawie doprowadzi do unitaryzacji polskości. 
W artykule O decentralizację kulturalną bronił różnic dzielnicowych w sferze kultury i języka. Twierdził, że ówczesne uniwersytety wychowywały Polaka „zubożałego” i „zunifikowanego”, zamiast „ludzi mogących wnieść zróżnicowanie, wzbogacenie naszej kultury przez twórcze ścieranie się prądów powstałych dzięki różnicom psychiki ludzi, pochodzących z różnych dzielnic i różnych uniwersytetów."

### Propozycje ustrojowe
Myśl Adolfa Bocheńskiego w tym zakresie ewoluowała od przedstawionej w Ustroju a racja stanu koncepcji monarchicznego autorytaryzmu do systemu prezydencko-parlamentarnego. 
Stałym elementem jego myśli jest wyłączenie armii i dyplomacji spod chwiejnej woli obywateli. Miały one być czynnikiem stałym w państwie. W pozostałych kwestiach uważał, że powinny obowiązywać zasady parlamentaryzmu.

### Krytyka sanacji
Bocheński skierował ostrze krytyki w kierunku obozu Józefa Piłsudskiego po podjęciu przez niego administracyjnych i policyjnych metod walki z opozycją (zobacz też: Proces brzeski i Miejsce Odosobnienia w Berezie Kartuskiej). Publicysta widział w takiej polityce obcy kulturze Zachodu despotyzm. Uważał, że działania sanacji stoją w sprzeczności z fundamentami zachodniej kultury politycznej oraz osłabiają państwo polskie. W artykule Celowość Berezy Kartuskiej krytykował moralną stronę zagadnienia, ale też niszczenie prawa oraz odwrotne niż w założeniach skutki takich posunięć. Uważał, że zwiększają one popularność grup, przeciwko którym obóz ten został założony (skrajnym nacjonalistom ukraińskim, młodej endecji skupionej w ONR oraz komunistom).
Krytyka piłsudczyków dotyczyła również takich zagadnień jak: destrukcja autonomii wyższych uczelni, ograniczania praw samorządu terytorialnego, czy nadmiernego etatyzmu. 

### Krytyka endecji
Największym błędem, według Bocheńskiego, w przypadku endecji było przyznawanie pierwszeństwa jednorodności narodowej państwa przed racją stanu. Pisał wręcz o „fałszywym nacjonalizmie” endecji, która absolutyzowała jeden z czynników siły państwa kosztem całej wspólnoty państwowej. 
Krytykował program asymilacji narodowej, uważał, że doprowadzi on tylko do zradykalizowania mniejszości w II RP oraz do stworzenia stałego antagonizmu między nimi a państwem. Wysuwał on własny pomysł asymilacji państwowej, to znaczy pozyskania lojalności mniejszości wobec państwa polskiego. Polityka konserwatywna zmierzała do odtworzenia niepodległej Polski przy jednoczesnym zminimalizowaniu przyszłych konfliktów z mniejszościami narodowymi i wiązania ich z polskimi aspiracjami państwowymi.

### Polityka zagraniczna
Zobacz cały artykuł: Między Niemcami a Rosją

## Upamiętnienie
Postać Adolfa Marii Bocheńskiego upamiętniają nazwane jego imieniem skwery w Warszawie i Wrocławiu. Jego imię nosi Zespół Szkół Samochodowych w Olsztynie.
Od 2016 Stowarzyszenie Dziennikarzy Polskich przyznaje nagrodę im. Adolfa Bocheńskiego za dokonania dziennikarskie dla dziennikarzy do 30 roku życia.

## Wybrane publikacje
- Adolf i Aleksander Bocheński,Tendencje samobójcze narodu polskiego, 1925
- Ustrój a racja stanu, 1928[21]
- Między Niemcami a Rosją, 1937[22]
- Artykuły zebrane 1941-1944, Włochy 1944[23]
- Historia i Polityka. Wybór Publicystyki, wybrał, opracował i przedmową opatrzył Marcin Król, PIW, Warszawa 1989
- Między Niemcami a Rosją, przedmowa: Mieczysław Pruszyński, 1994
- Zanim powstała Kultura. Antologia tekstów Adolfa Marii Bocheńskiego poświęconych polskiej polityce wschodniej pod red. Kazimierza Michała Ujazdowskiego, Lublin 2006
- Imperializm państwowy (wybór pism z wczesnego okresu działalności), wyd. Ośrodek Myśli Politycznej i Muzeum Historii Polski, Warszawa 2015.